# 2016년 배턴루지 경찰관 총격 사건
2016년 7월 17일 미국 루이지애나주 배턴루지에서 총격으로 3명의 경찰관이 사망하고 3명이 부상당했다. 미주리주 캔자스시티 출신의 아프리카계 미국인 개빈 유진 롱(Gavin Eugene Long)에 의한 총격 사건으로, 중부 표준시 오전 8시 40분경에 발생하였다. 사망한 3명의 경찰관 중 2명은 배턴루지 경찰국 소속이며, 나머지 1명은 이스트배턴루지 패리시 보안관 사무실 소속이다. 범인은 현장에서 사망하였다.

## 같이 보기
- 2016년 댈러스 경찰관 총격 사건